# Числова, Екатерина Гавриловна
Екатерина Гавриловна Числова (21 сентября 1846, Санкт-Петербург — 13 декабря 1889, Крым) — русская балерина, любовница великого князя Николая Николаевича и мать его пятерых детей.

## Биография
Екатерина Числова родилась 21 сентября 1846 года в семье Гавриила Числова. Стала балериной императорского балета и партнёршей знаменитого танцора Феликса Кшесинского.

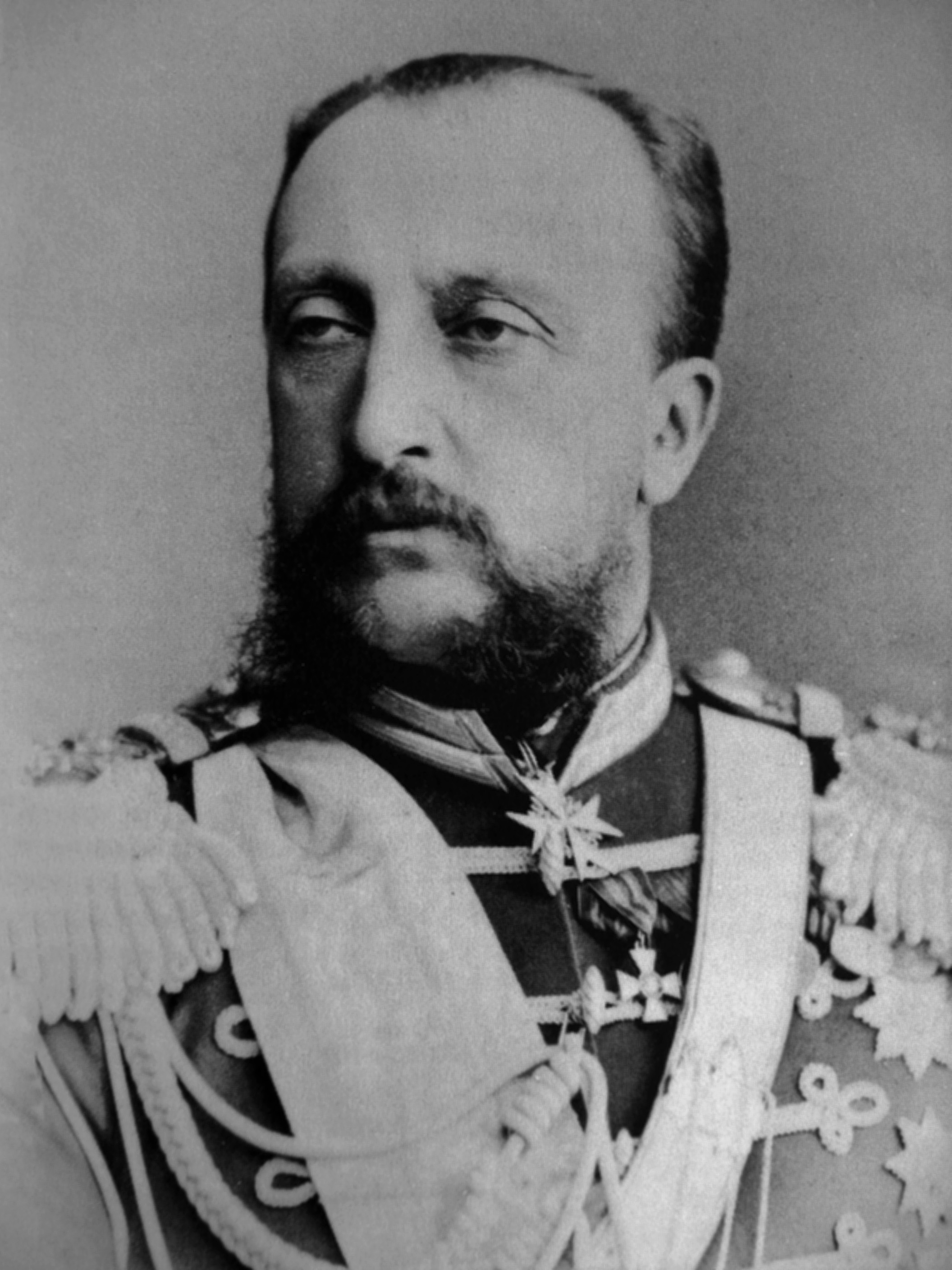
Великий князь Николай Николаевич

С великим князем Николаем Николаевичем, третьим сыном императора Николая I и Александры Фёдоровны, Числова познакомилась в начале 1860-х годов, когда выступала в Красном Селе под Петербургом, где великий князь распорядился построить большой деревянный театр. После знакомства они стали любовниками, несмотря на то, что Николай был женат и имел двух сыновей. Числова поселилась в доме напротив дворца князя. Когда балерина хотела увидеться с Николаем, она зажигала две свечи возле окна, и Николай видел их из своего кабинета. В 1868 году она родила первого ребёнка от великого князя.
Екатерина Числова бросила сцену и стала заботиться о финансовом благополучии своих детей, которое полностью легло на Николая. С начала 1870-х весь Петербург знал о второй семье великого князя. Когда об этом узнал император Александр II, он велел немедленно выслать Числову из Петербурга в город Венден под Ригой. После его гибели в 1881 году новый император Александр III позволил бывшей балерине вернуться в столицу, где та стала жить вместе с великим князем Николаем Николаевичем в его Николаевском дворце и усадьбе Знаменка.
8 декабря 1882 года император пожаловал детям Николая Николаевича, которых к тому времени родилось уже пятеро, дворянские права и фамилию Николаевы. Сама Екатерина взяла фамилию Числова-Николаева. 13 декабря 1889 года она скончалась от рака пищевода в возрасте 43 лет. По словам А. А. Половцова, она была женщиной несносного характера, в последние дни своей болезни она не впускала к себе в комнату великого князя, на которого сердилась за безденежье и бессилие устроить надежным образом судьбу детей её. Перед смертью её старшая дочь успела уговорить мать принять великого князя .
Великий князь тяжело переживал утрату любовницы, смерть Екатерины сильно ударила по его здоровью. Покойная балерина оставила после себя состояние в 1 миллион рублей своим детям. Николай Николаевич умер через полтора года, 13 апреля 1891 года, в Ялте.

## Потомство
От связи с великим Князем Николаем Николаевичем родилось пятеро детей:
- Ольга (1868 — 1950) — жена князя Михаила Михайловича Кантакузена (1858 — 1927), генерал-лейтенанта, имели двух дочерей, после революции проживали во Франции[1].
- Владимир (1873 — 1942) — с 1893 года был адъютантом императора Николая II, после революции жил в Париже, имел пятерых детей от четырёх браков, чьи потомки живут во Франции, Квебеке и Финляндии. Из них только дочь Галина (1897 — 1971) осталась в советской России — с мужем, полковником Александром Николаевичем Готовским, который был расстрелян в 1937 году. У супругов было три сына: Ростислав (1922  — 1991), Сергей (1924 — 1946), Георгий (192 7— 1932); потомки старшего из них живут в Москве[6].
- Екатерина (1874 — 1940), после революции жила в Белграде, состояла в браках с Николаем Корево и Иваном Персиани. Умерла в Белграде[7].
- Николай (1875 — 1902) — был адъютантом великого князя Николая Николаевича Младшего, имел двух дочерей в браке с Ольгой Дмитриевной Заботкиной (1871 — 1925), которая, овдовев, стала женой его брата Владимира[8].
- Галина (1877 — 1878) — умерла в младенчестве.